# Рогат листов хамелеон
Рогат листов хамелеон (Brookesia superciliaris), наричан също рогата брукезия, е вид влечуго от семейство Хамелеонови (Chamaeleonidae). Видът не е застрашен от изчезване.

## Разпространение
Разпространен е в Мадагаскар.

## Описание
Популацията на вида е намаляваща.